# L'Oiseau des ténèbres
L'Oiseau des ténèbres (A Darkness More Than Night, dans l'édition originale en anglais américain) est un roman policier de Michael Connelly, paru en 2001. C'est le septième roman mettant en scène le personnage d'Harry Bosch, mais on y croise également le personnage de Terry McCaleb, précédemment apparu dans Créance de sang et qui réapparaîtra une dernière fois dans Los Angeles River. Le journaliste Jack McEvoy (Le Poète) y fait aussi plusieurs apparitions.

## Résumé
Hollywood est en émoi alors que le producteur David Storey est jugé pour l'assassinat d'une actrice. Bosch s'acharne à démontrer qu'il a également falsifié son crime pour le faire passer pour un suicide. 
Entre-temps, Terry McCaleb, un ancien agent du FBI (et protagoniste de Créance de sang), reçoit la visite d'un confrère cherchant son point de vue sur une affaire qui demeure sans solution. McCaleb examine le dossier et trouve la victime ligotée les mains derrière le dos, avec la tête plongée dans un seau. Sur son bâillon, on peut lire : Cave Cave Dus Videt, qui se traduit par « Prends garde, prends garde, Dieu voit » en latin ecclésiastique. 
Progressivement, les deux enquêtes commencent à se chevaucher, McCaleb et Bosch se retrouvent face à des éléments qui les plongent dans un affrontement. Est-ce qu'un policier aurait basculé du côté obscur ?

## Personnages
- Hieronymus « Harry » Bosch : Inspecteur au LAPD à la Division des homicides à Hollywood.

- Terrell « Terry » McCaleb : Ancien agent du FBI, spécialiste du profilage criminel.

- Jaye Winston : Inspectrice du département du shérif du comté de Los Angeles.

- Graciela McCaleb : Épouse de Terry.

- Edward Gunn : Victime d'un meurtre mystérieux, peintre en bâtiment.

- David Storey : Réalisateur hollywoodien célèbre, inculpé pour le meurtre d’une femme.

- Buddy Lockridge : Ami de McCaleb.

- Roy Lindell : Agent du FBI.

- Judge Rickard : Magistrat en charge du procès de David Storey.

- John Li : Analyste médico-légal.

- Kurt Mintz : Inspecteur du shérif, collègue de Winston.

- Brasilia Doran : Agente du FBI, experte en iconographie.

- Jack McEvoy : Journaliste d’investigation du Los Angeles Times.

- Raymond : Fils adoptif de McCaleb, neveu de Graciela.

- Cielo : Fille biologique de Terry et Graciela McCaleb.

## Contexte et chronologie
L’Oiseau des ténèbres est le premier roman de Michael Connelly à réunir les personnages de Harry Bosch et Terry McCaleb, héros de deux séries distinctes. Il marque un tournant dans l’univers de Connelly, instaurant un véritable croisement entre ses intrigues parallèles, peu après le succès de Créance de sang, qui avait introduit McCaleb.
Dans cette intrigue, Terry McCaleb, ancien profileur du FBI en convalescence après une greffe du cœur, est sollicité pour aider à résoudre le meurtre d’un homme retrouvé dans une position évoquant un rituel. L'enquête va rapidement le conduire à suspecter Harry Bosch lui-même, alors que celui-ci témoigne dans une affaire très médiatisée, celle du réalisateur David Storey, accusé d’avoir assassiné une actrice.
Bosch, désormais inspecteur vétéran au LAPD, est présenté comme plus sombre, marqué par son expérience et ses désillusions. Ce roman se situe après les événements de L’Envol des anges, alors que Bosch commence à être désillusionné par la justice et que ses méthodes continuent de faire débat au sein de la police.
L’alternance entre le point de vue de McCaleb et celui de Bosch donne une profondeur psychologique nouvelle à la série, en exposant Bosch sous l’angle du soupçon. Le roman explore aussi les tensions entre justice institutionnelle et justice personnelle, une constante chez Connelly.
Le roman constitue un pivot dans la trajectoire de Bosch, tout en élargissant l’univers de Connelly avec la réintroduction de Terry McCaleb, dont la santé reste fragile après sa greffe, comme exploré dans le précédent roman qui lui était consacré.

## Accueil critique
Le livre a été bien accueilli par la critique, notamment pour sa capacité à fusionner les univers de deux protagonistes emblématiques, Harry Bosch et Terry McCaleb. Ce croisement de séries a été salué comme une réussite, tant sur le plan narratif que stylistique. Le Los Angeles Times souligne la maîtrise de Connelly à maintenir deux intrigues en parallèle, tout en explorant la psychologie complexe de Bosch vu à travers les yeux de McCaleb.
Publishers Weekly décrit le roman comme « un thriller intelligent et subtil », mettant en valeur le contraste entre l’approche méthodique et introspective de McCaleb et l’instinct brut de Bosch. Le rythme lent du début, centré sur l’analyse comportementale, est rapidement compensé par une montée progressive de la tension jusqu’au dénouement.
Le New York Times insiste sur la complexité morale du récit, où Bosch devient à son tour objet d’enquête, permettant au lecteur d’interroger sa propre perception du héros. Le roman est considéré comme une variation intéressante sur les thèmes de la justice, de la rédemption et de la vérité subjective.
Il est salué pour « sa tension élégamment entretenue » et une narration qui joue habilement avec les attentes du lecteur, notamment grâce à l’effet miroir entre les deux enquêteurs.

## Éditions
Édition américaine originale
- (en) Michael Connelly, A Darkness More Than Night, Boston, Little, Brown and Company, 2001, 418 p. (ISBN 978-0-3161-5407-9)

Éditions françaises
- Michael Connelly (trad. de l'anglais américain par Robert Pépin), L'Oiseau des ténèbres [« A Darkness More Than Night »], Paris, Éditions du Seuil, coll. « Seuil policiers », 2001, 405 p. (ISBN 978-2-0204-4460-6)

Le roman à fait l'objet de cinq rééditions en France.

## Livres audio
La traduction française du roman (traduit de l'américain par Robert Pépin) a fait l'objet, en 2002, 2003 et 2006 de trois éditions sous forme de livre audio, dans une même narration de François Berland, d'une durée de 11 heures 40 minutes.

## Adaptation télévisée
La saison 3 de la série Harry Bosch des Studios Amazon  est en partie librement adaptée de ce roman.

## Distinction

### Nomination
Le roman a été nommé pour un prix littéraires:
- Prix Barry 2002 du meilleur premier roman[8]